# Pisky (Konotop)
Pisky (ukrainisch Піски; russisch Пески Peski) ist ein Dorf in der ukrainischen Oblast Sumy mit etwa 1200 Einwohnern (2001).

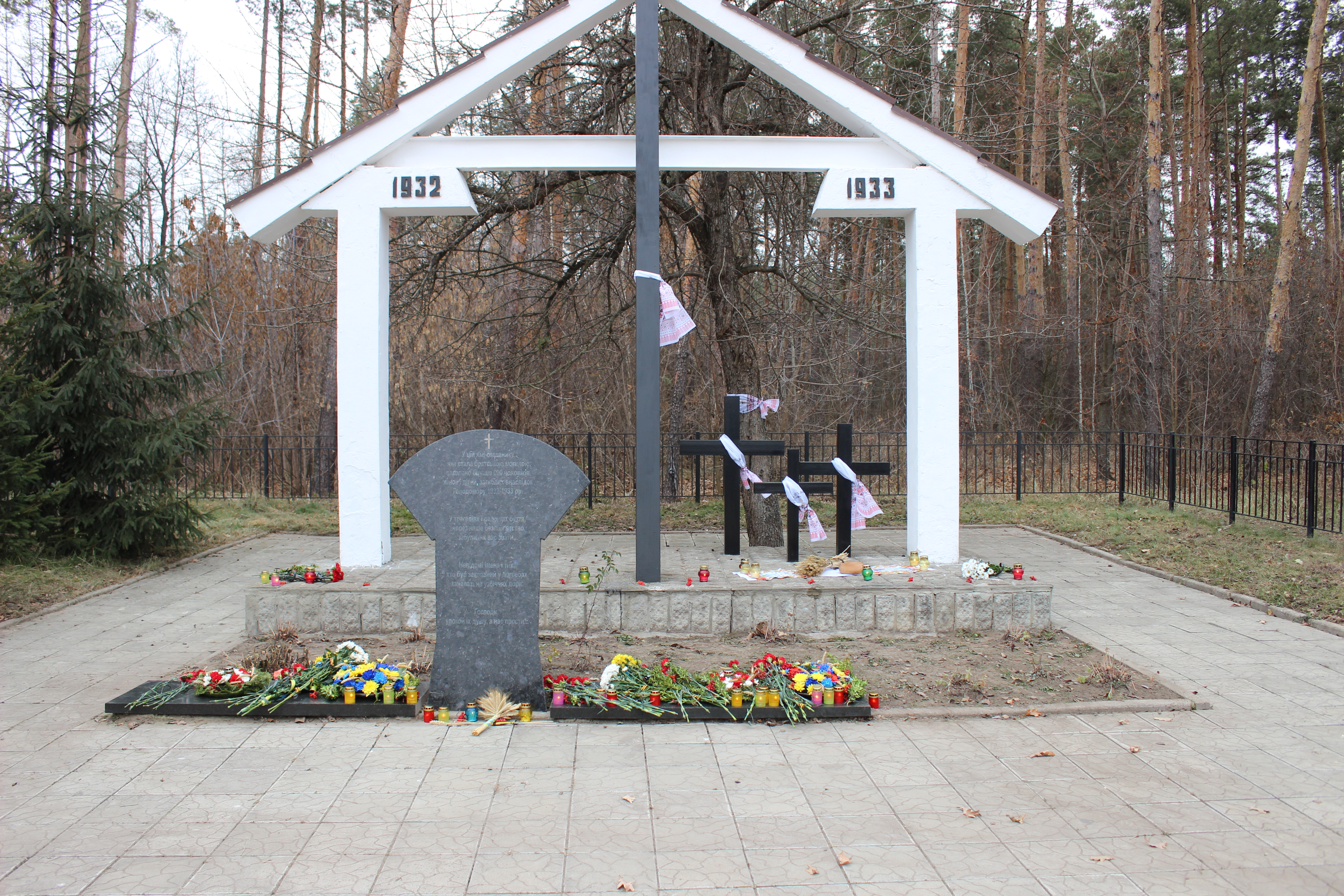
Mahnmal für die Opfer des Holodomor

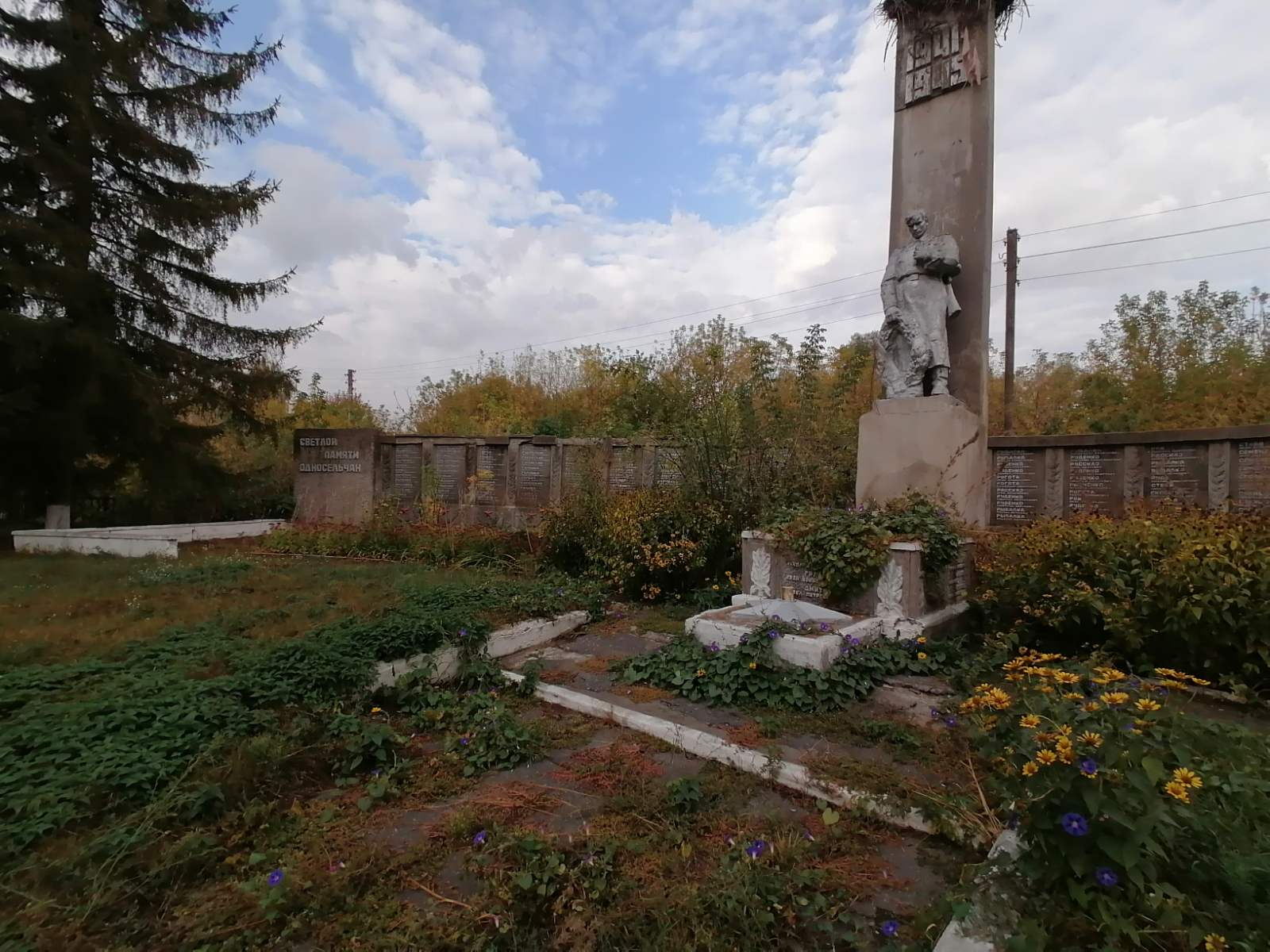
Denkmal im Ort

In der im 17. Jahrhundert erstmals schriftlich erwähnten Ortschaft wurde 2007, zum Gedenken an die 1185 Opfer des Holodomor, was fast zwei Drittel der damaligen Dorfbevölkerung entsprach, eine Gedenkstätte errichtet.
Zu Beginn der 1970er Jahre hatte die Ortschaft 2240 Einwohner.
Die Ortschaft liegt auf einer Höhe von 132 m an der Mündung der Wyschlyzja (Вижлиця) in den Seim, 20 km östlich vom ehemaligen Rajonzentrum Buryn und 64 km nordwestlich vom Oblastzentrum Sumy.
Durch das Dorf verläuft die Regionalstraße P–44.
Am 12. Juni 2020 wurde das Dorf ein Teil der Stadtgemeinde Buryn, bis dahin bildete es zusammen mit dem Dorf Nowyj Myr (Новий Мир) die gleichnamige Landratsgemeinde Pisky (Пісківська сільська рада/Piskiwska silska rada) im Nordosten des Rajons Buryn.
Am 17. Juli 2020 kam es im Zuge einer großen Rajonsreform zum Anschluss des Rajonsgebietes an den Rajon Konotop.